# Alluets-le-Roi
Alluets-le-Roi – miejscowość i gmina we Francji, w regionie Île-de-France, w departamencie Yvelines.
Według danych na rok 1990 gminę zamieszkiwały 1062 osoby, a gęstość zaludnienia wynosiła 144 osób/km² (wśród 1287 gmin regionu Île-de-France Alluets-le-Roi plasuje się na 620. miejscu pod względem liczby ludności, natomiast pod względem powierzchni na miejscu 524.).